# Laminopora dispar
Laminopora dispar är en mossdjursart som först beskrevs av William MacGillivray 1869.  Laminopora dispar ingår i släktet Laminopora och familjen Adeonidae. Inga underarter finns listade i Catalogue of Life.